# سيرجو كارابتيان
سيرجو كارابتيان (بالأرمينية: Սերգո Կարապետյան، 6 أغسطس 1948 - 18 فبراير 2021) سياسي أرمني.

## السيرة الشخصية
شغل منصب وزير الزراعة بين عامي 2010 و2016. في 18 فبراير 2021 توفي كارابتيان بسبب مضاعفات كوفيد 19 خلال جائحة فيروس كورونا في أرمينيا في مركز نايري الطبي في يريفان.